# Hannes Schumacher
Hannes Schumacher (* 1987 in Ribnitz-Damgarten) ist ein deutscher Schauspieler.

## Leben
Hannes Schumacher machte seine ersten Bühnenerfahrungen bereits vor seiner Schauspielausbildung ab 2009 in Off-Produktionen der „Theaterkapelle Berlin“. Sein Schauspielstudium absolvierte er von 2011 bis 2015 an der Hochschule für Musik und Theater in Rostock. Ab Oktober 2013 war er Stipendiat der Studienstiftung des deutschen Volkes.
Während des Studiums hatte er bereits Gastengagements am Volkstheater Rostock und am Theater Heilbronn. Während seiner Ausbildung gastierte er auch am Maxim Gorki Theater und trat in Inszenierungen von Gustav Rueb und Sonja Hilberger auf. Von 2015 bis 2018 war er festes Ensemblemitglied am Theater Aachen. Dort spielte er unter der Regie von Christina Rast, Bernadette Sonnenbichler, Dominik Günther, Ludger Engels und Marcus Lobbes.
Seit der Spielzeit 2018/19 gehört er zum festen Schauspielensemble am Hans Otto Theater in Potsdam. Dort debütierte er im Oktober 2018 mit einer Doppelrolle als Gott und Polizist im Brecht-Stück Der gute Mensch von Sezuan. Weitere Rollen waren Eugen Rümpel in Pension Schöller (2018, Regie: Jan Jochymski), Ferdinand in Kabale und Liebe (Spielzeit 2018/19, Regie: Tobias Rott), und die Rollen Kuno-Dieter Barkausen/Karl Hergesell/Max Harteisen in Jeder stirbt für sich allein (Spielzeit 2018/19, Regie: Annette Pullen).
In der Spielzeit 2019/20 verkörperte er am Hans Otto Theater u. a. den Brick in Die Katze auf dem heißen Blechdach in einer Inszenierung von Steffi Kühnert. Weitere Rollen am Hans Otto Theater waren „Der Wirt / Herr Schmetterling“ in Die Nashörner (2020), Cléante in Der Geizige (2022), Georges in Die schmutzigen Hände und Michael in Das Fest von Thomas Vinterberg. 2023/24 spielte er am Hans Otto Theater in einer Inszenierung von Annette Pullen die Titelrolle in Woyzeck.
Schumacher wirkte neben seiner Theaterarbeit in Kurzfilmen, Dokumentarfilmen und Werbefilmen mit. In der 7. Staffel der ZDF-Serie Heldt (2019) übernahm er eine der Episodenrollen als Handlanger eines Bochumer Gangsterbosses und Drogendealers (Timo Jacobs). In der 2. Staffel der ZDF-Fernsehreihe Mit Herz und Holly (2024) spielte er den jungen Henning Timmler, der behauptet, der leibliche Bruder der Landärztin Dr. Holly Sass (Karoline Teska) zu sein.
Hannes Schumacher lebt mit Partnerin und Kind in Potsdam-West.

## Filmografie (Auswahl)
- 2015: Öl – Die Wahrheit über den Untergang der DDR (Dokumentarfilm)
- 2015: Sparflamme (Kurzfilm)
- 2016: Neda (Kurzfilm)
- 2018: Deutschlands große Clans – Die C & A Story (Dokumentarfilm)
- 2019: Heldt: Der Mann aus Wien (Fernsehserie, eine Folge)
- 2024: Mit Herz und Holly: Lichtblicke (Fernsehserie)